# Научно-исследовательский клинический институт педиатрии имени академика Ю. Е. Вельтищева
Обособленное структурное подразделение «Научно-исследовательский клинический институт педиатрии и детской хирургии имени академика Ю. Е. Вельтищева» — старейшее научно-исследовательское педиатрическое учреждение России, подчинено ФГБОУ ВО РНИМУ им. Н. И. Пирогова.

## История
16 ноября 1927 года на заседании Совета Народных комиссаров РСФСР было принято решение о создании Государственного научного института охраны здоровья детей и подростков имени 10-летия Октябрьской революции (сокращенное название — «ОЗ-ДиП»). Первым директором был назначен Евгений Петрович Радин,  руководивший в то время отделом охраны здоровья детей и подростков в Народном комиссариате здравоохранения РСФСР. В первые годы ОЗ-ДиП занимался изучением возрастных особенностей детей и подростков и разрабатывал научные основы охраны их здоровья.
Профессор А. Г. Иванов-Смоленский организовал в Институте первую в стране лабораторию по исследованию возрастной физиологии. Весомый вклад внесли работы по развитию детской рентгенологии под руководством Николая Анатольевича Панова.
С именем А. В. Молькова — выдающегося представителя российской земской медицины — связано развитие гигиены детей и подростков в России. Большой вклад в борьбу с детскими инфекциями внес Александр Андреевич Кисель — первый научный директор Института. Его огромной заслугой была организация системы профилактических мероприятий против туберкулеза и ревматизма, что привело к существенному снижению распространенности этих болезней в России.
Заслуженный деятель науки Александр Алексеевич Колтыпин, сменивший Киселя на посту научного директора, создал единые принципы классификации острых и хронических инфекционных болезней у детей.
В конце 1940 года к ОЗ-ДиП присоединён Московский областной институт оздоровления раннего детства, новая организация получила название Центральный научно-исследовательский педиатрический институт Наркомздрава РСФСР, было выделено здание особняка на Новокузнецкой улице, где располагалась клиника детей и подростков.
В годы войны в институте была открыта хирургическая клиника на базе Морозовской больницы. Данный этап связан с деятельностью выдающегося детского хирурга Сергея Дмитриевича Терновского. С приходом к руководству Институтом профессора Борисова центральное место в проблематике исследований заняла лёгочная патология, а также изучению туберкулезного менингита и полиомиелита.
С 1957 года директором института была Антонина Павловна Черникова, научная деятельность которой была посвящена вопросам детской инфекционной патологии. В 1960 г. Институт переехал в 4-этажное здание по ул. Кропоткинская.
В 1965 году институт был переименован в Московский научно-исследовательский институт педиатрии и детской хирургии Минздрава РСФСР и переехал в новое здание по адресу ул. Талдомская, д.2.
В 1967 году реорганизованы хирургические подразделения института, его клинической базой в части хирургии стала Детская городская клиническая больница № 9 им. Ф. Э. Дзержинского (её современное название — ДГКБ № 9 им. Г. Н. Сперанского), была выделена должность заместителя директора института по научной работе в области детской хирургии, которую занял Заслуженный деятель науки РСФСР Вальтер Михайлович Державин.
В сентябре 1969 года директором института был назначен Вельтищев, Юрий Евгеньевич. Во время его руководства институтом были открыты первый в России стационар для больных наследственной патологией и клиника для нефрологических больных, а также лаборатории клинической биохимии, мембранологии и клинической иммунологии. Были созданы 10 Всероссийских научно-практических центров, активно работали главные внештатные специалисты Минздрава по ряду отраслей педиатрии.
С 1997 года институт активно участвовал в федеральных программах «Дети Севера», «Дети-инвалиды», «Дети Чернобыля». После организации МЧС России Институт стал головным учреждением Всероссийской службы медицины катастроф по оказанию неотложной помощи детям в чрезвычайных ситуациях.
В 2014 году Институт влился в структуру Российского национального исследовательского медицинского университета имени Н. И. Пирогова, который развивается как международный научно-образовательный медицинский кластер. В феврале 2014 года директором Института была назначена Мария Александровна Школьникова — главный детский кардиолог Минздрава России. В настоящее время профессор М. А. Школьникова является научным руководителем Института.
В настоящий момент директор Института — профессор, д.м.н., детский хирург высшей категории, главный внештатный детский специалист-хирург Министерства здравоохранения Российской Федерации с 2022 года Дмитрий Анатольевич Морозов.

### Руководители
- 1927—1931 — Директор Евгений Петрович Радин[1]
- 1942—1944 — Директор А. Ф. Агафонов[1]
- 1946—1944 — Директор С. П. Борисов[1]
- 1958—1963 — Директор Антонина Павловна Черникова[1]
- 1969—1997 — Директор Юрий Евгеньевич Вельтищев[1]
- 1997—2014 — Директор Александр Дмитриевич Царегородцев[1]
- 2014—2016 — Директор Мария Александровна Школьникова[1]
- 2016—2021 — Исполняющий обязанности директора Владимир Викторович Длин[1]
- С 2021 года — Директор Дмитрий Анатольевич Морозов

## Основные направления деятельности
На 400-коечной клинической базе (главный врач проф. И. А. Ковалев) функционируют 12 клинических отделений, организована мощная лабораторная и диагностическая база. Ежегодно в Институте проходит лечение более 9000 детей, осуществляется значительный консультативный прием (более 25000 детей в год), активно проводится работа сотрудников на клинических базах ДКБ № 9 им. Г. Н. Сперанского и ГКБ №13, осуществляются телемедицинские консультации специалистов по всей стране.
На базе Института до января 2014 года успешно функционировал диссертационный совет. Только за последние 15 лет были защищены более 220 кандидатских и докторских диссертаций.
Сегодня Институт представляет собой крупный современный клинический инаучно-исследовательский комплекс, в котором на базе более чем двух десятков клинических отделений функционирует ряд Всероссийских научно-практических центров (в т.ч. противорадиационной защиты, противосудорожный, нервно-мышечной патологии, пульмонологии, нефрологии, нарушений сердечного ритма, ожоговый, нейроурологический), работают научные подразделения педиатрического и хирургического профиля, научно-исследовательские лаборатории: общей патологии, медицинский центр новых информационных технологий (включая телемедицину, мониторинг диспансеризации детcкого населения и врожденных пороков развития), ряд поликлинических и вспомогательных подразделений.
Клинические школы института — неврологов, генетиков, кардиологов, нефрологов, пульмонологов, аллергологов, неонатологов широко известны в России стране и за рубежом. В уникальных центрах по диагностике и лечению нарушений ритма сердца, судорожных состояний, болезней лёгких, аллергической патологии, нервно-мышечных болезней, радиационной экопатологии детского возраста, по выхаживанию детей, родившихся с экстремально низкой массой тела и других — получают эффективное лечение дети всех регионов России. Проводятся кардиохирургические, нейрохирургические и урологические операции детям, работают лаборатории по изучению генетических основ детских болезней, в том числе лаборатория молекулярной цитогенетики нервно-психических заболеваний, лаборатория общей патологии (клинической патоморфологии, биохимии, иммунологии и мембранологии). Отдел информационных технологий обеспечивает ведение медико-генетических регистров, разработку обучающих систем по диагностике редких болезней у детей. Получили международное признание результаты операций кардиохирургов Института, имеющих самый большой в мире опыт по лечению всех известных видов нарушений ритма сердца у детей, по имплантации дефибрилляторов и электрокардиостимуляторов.

## Подразделения
- Лаборатория молекулярной цитогенетики нервно-психических заболеваний имени профессора С. Г. Ворсановой

## Врачи
В институте работают 34 профессора и доктора медицинских наук, 11 заслуженных врачей Российской Федерации, 2 заслуженных деятеля науки Российской Федерации, 42 кандидата медицинских наук, доктора и кандидаты физико-математических, технических и биологических наук, лауреаты государственных премий РФ, премий правительства Москвы, международных и Российских профессиональных премий.
Сотрудники являются членами ряда авторитетных всемирных и европейских научных обществ. Труды сотрудников получают признание и высокую оценку на российских и различных международных научно-медицинских форумах.